# Château de Bayers
Le château de Bayers est situé dans le village de Bayers dans le département de la Charente. Il surplombe la Charente, à une trentaine de kilomètres au nord et en amont d'Angoulême. Rénové en 1988, il est ouvert au public en été.

## Historique
Presque toutes les archives ont disparu, ce qui rend difficile l'étude historique du bâtiment.
Un château fort existait au  XIe siècle, cependant, le château actuel date du XVe siècle, construit pour l'essentiel par Guillaume de La Rochefoucauld à partir de 1434. En 1295, la terre de Bayers (se prononce "bayé") passa à un cadet et donna son nom à une branche de la  famille de La Rochefoucauld (appelée de La Rochefoucauld-Bayers), qui vendit en 1760 le château à Jean-Michel Delage, après la mort du marquis de Bayers en 1745[réf. nécessaire]. Revendu et divisé à la Révolution, le château tomba peu à peu en ruine. En 1988, une restauration d'ampleur releva les bâtiments restants.

## Architecture
Ce château a été reconstruit au XVe siècle, en réutilisant divers éléments de fortifications. Le corps de logis occupe l'emplacement d'une motte castral, dont la forme se lit encore dans la courbe de l'enceinte.
Du donjon carré renforcé de contreforts plats du XIIe siècle, il reste un pan dans un des angles de la cour.
Le château est entouré de douves sèches, d'où ont été extraits les matériaux de construction.
La cour intérieure est bordée d'un mur d'enceinte avec un chemin de ronde couvert à tourelle d'angle en encorbellement et logette sur consoles.
Le corps de logis, rectangulaire, parallèle à la Charente, possède à son angle une grosse tour ronde crénelée coiffée d'un toit conique de tuiles plates. La façade comporte côté cour une tour d'escalier carrée et une tour d'escalier polygonale. Il a existé un bâtiment en équerre qui a disparu.
Le pigeonnier, une fuie ronde qui a perdu son toit se trouve à l'extérieur du mur d'enceinte.
L'église de Bayers est l'ancienne chapelle castrale.
Il a été en partie inscrit monument historique le 18 septembre 1989, puis l'ensemble des bâtiments constituant le château le 22 avril 2003 et l'ancien jardin, l'orangerie et les murs de clôture le 22 avril 2004.

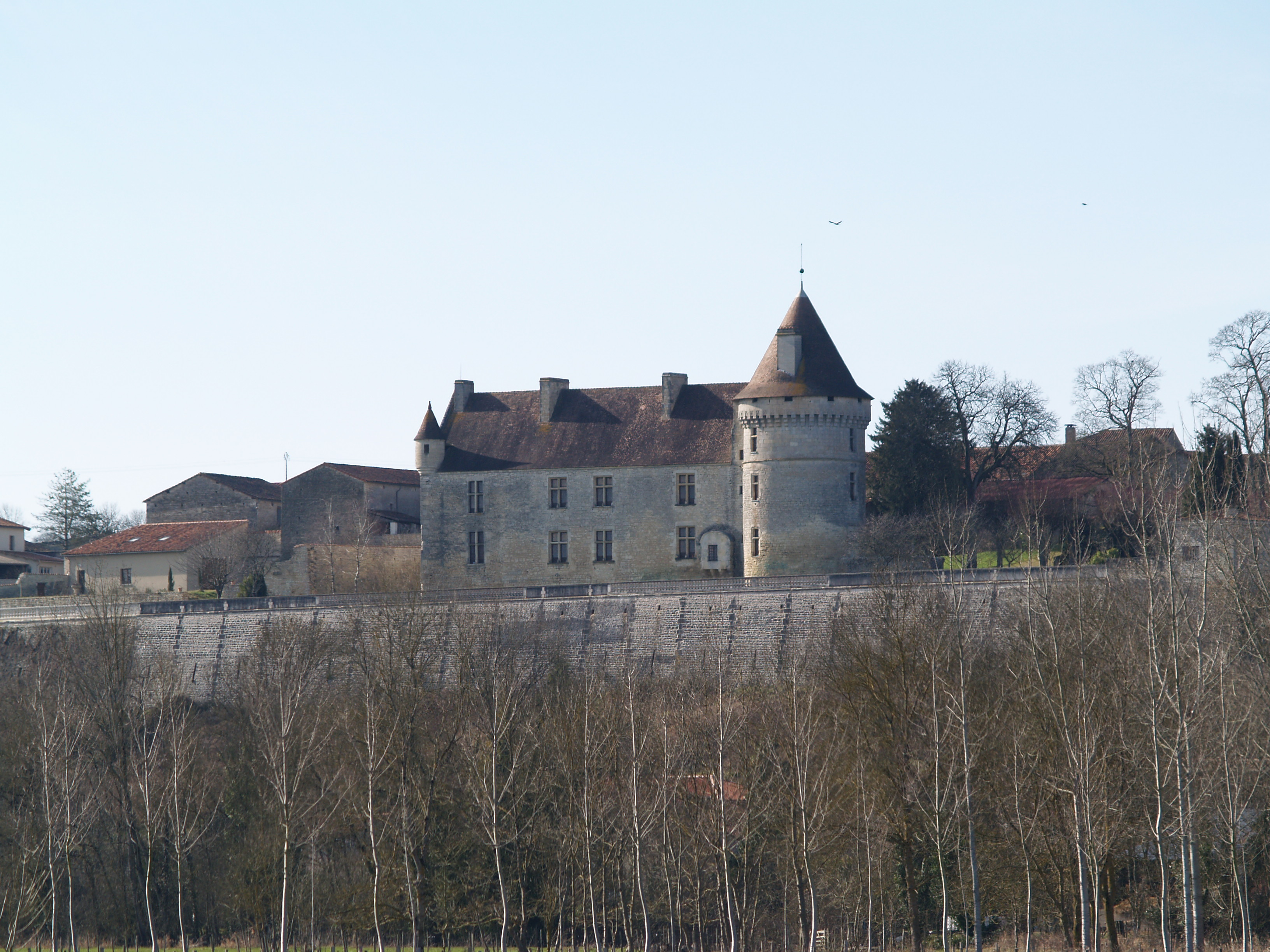
Vue générale
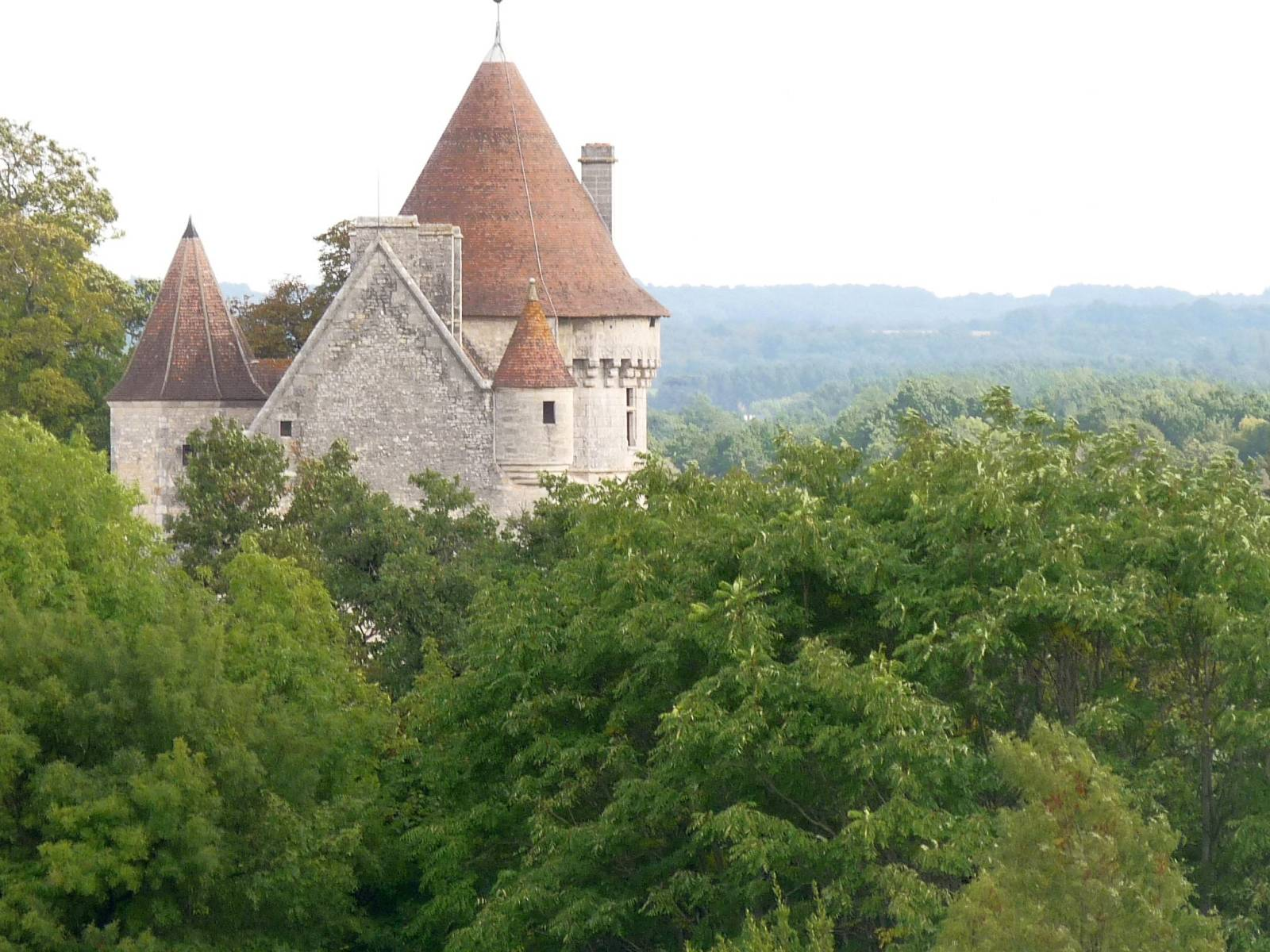
Vue du sud
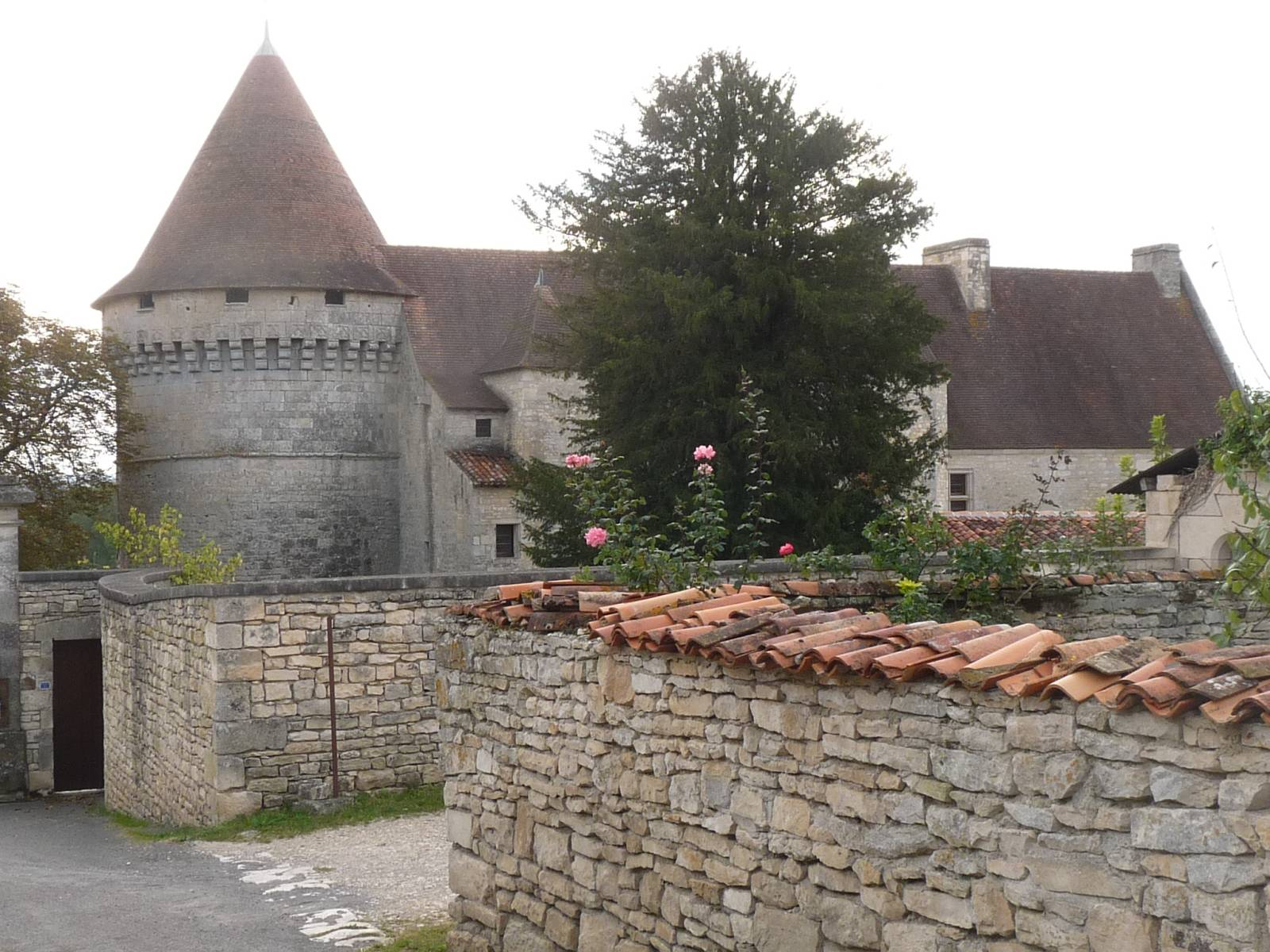
L'entrée
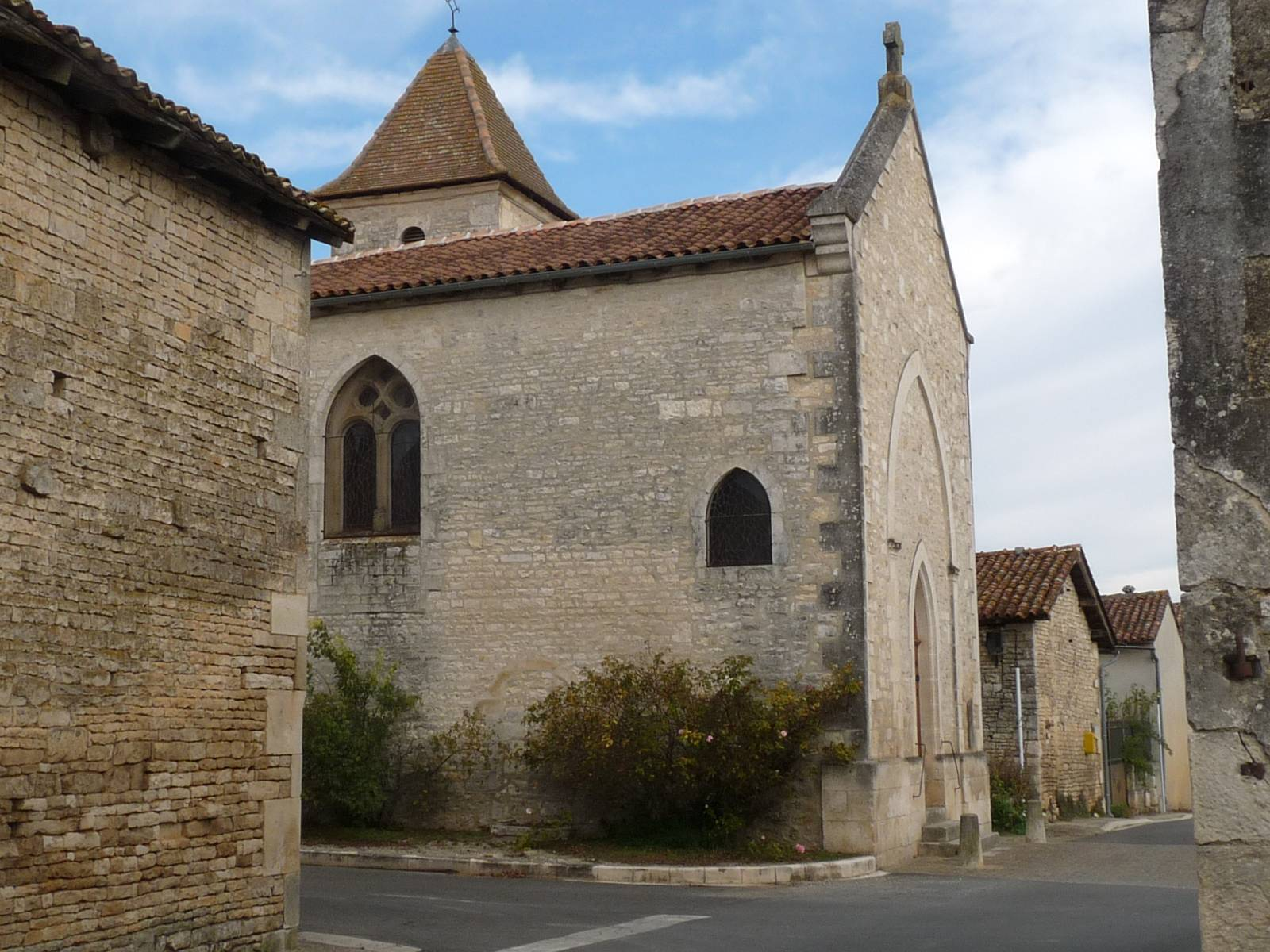
L'église Notre-Dame

### Sources et bibliographie
- Christian Corvisier, « Le château de Bayers », in Congrès archéologique de France, 1995, p. 111-123, (lire en ligne).